# Epitonium greenlandicum
Epitonium greenlandicum är en snäckart som först beskrevs av G. Perry 1811.  Epitonium greenlandicum ingår i släktet Epitonium och familjen vindeltrappsnäckor. Inga underarter finns listade i Catalogue of Life.